# Jørgen Sorterup
Jørgen Sorterup, född 1662 i Ottestrup vid Slagelse, död den 4 oktober 1723, var en dansk skald. 
Sorterup blev 1692 präst i Lyderslev vid Storeheddinge och 1713 därjämte prost i Stevns härad. Utom en del mindre tillfällighetsdikter, samlade i Poetiske smaasagers l:e part (1714), skrev Sorterup dels satirer mot tidens dåliga skalder (Poetisk skansekurv, 1709), dels fem Heltesange om kong Frederik IV:s lykkelige sejerrindinger tillands og tilvands (1716; ny upplaga 1889), där han på ett lyckligt sätt efterbildade kämpavisorna. 
Dessutom var Sorterup lärd filolog och ägnade sig även åt fornforskning; han skrev bland annat om Ældgamle gyldne horn (1718), vilkas inskrifter han sökte tolka. Som person tycks han ha varit synnerligen stridbar och mån om sina rättigheter, men i det avseendet skiljer han sig inte från många av sina samtida.